# Bahnhof Solingen-Gräfrath

Der Bahnhof Solingen-Gräfrath war ein Bahnhof im Solinger Stadtteil Gräfrath, der an der stillgelegten Bahnstrecke Solingen–Wuppertal-Vohwinkel lag.

## Geschichte

### Vorgeschichte
Gräfrath, das als Freiheit bereits seit Anfang des 15. Jahrhunderts Selbstverwaltungsrechte besaß, wurde im Jahre 1807 zur Bürgermeisterei erhoben, die wiederum im Jahre 1856 das Stadtrecht nach der Rheinischen Städteordnung erhielt. Ab der zweiten Hälfte des 19. Jahrhunderts entwickelten sich in den Außenbezirken von Gräfrath, etwa an der Foche, am Central oder am Oben- und Untenflachsberg größere Fabriken, die im dicht bebauten Gräfrather Ortskern keinen Platz fanden. Ebenso wie Wald musste auch Gräfrath lange Zeit auf einen eigenen Eisenbahnanschluss warten, der die industrielle Entwicklung Gräfraths weiter forcieren sollte.

### Eröffnung des Bahnhofs

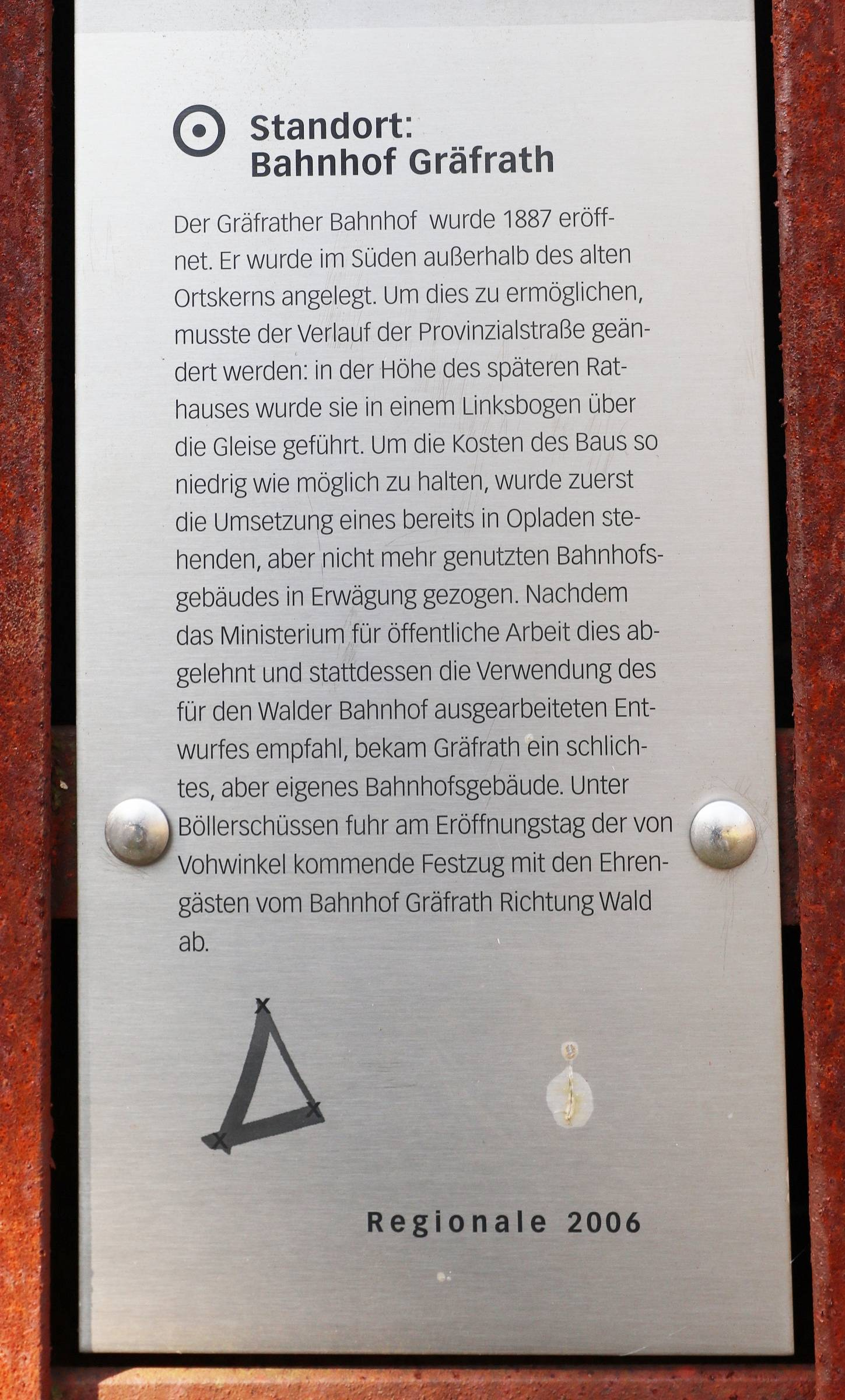
Stele der Korkenziehertrasse am Standort des Bahnhofs Gräfrath (2025)

Nach der Verstaatlichung der nominell privaten Eisenbahn-Gesellschaften beschlossen die Preußischen Staatseisenbahnen, die Städte Solingen und Vohwinkel quer durch das Bergische Land zu verbinden. Der erste Bauabschnitt sollte den Vohwinkeler Bahnhof über Gräfrath mit Wald verbinden. Die Bahnstrecke verlief von Fürkeltrath kommend südöstlich am Gräfrather Ortskern vorbei und dann in einer langen Linkskurve über Dyck, Untenflachsberg, Focher Dahl bis Apfelbaum und von dort nach Wald.
Erste Pläne sahen als Standort für den Bahnhof den weiter nördlich gelegenen Platz an der Bandesmühle vor. Dagegen setzte sich jedoch ein Bürgerkomitee zur Wehr, so dass schließlich der weiter südlich gelegene Ort an der damaligen Freiheitstraße/Solinger Straße (heute Wuppertaler Straße) gewählt wurde. Damit der Bahnhof dort errichtet werden konnte, musste jedoch zunächst der Verlauf der Straße geändert werden, die vom Bergerbrühl kommend ursprünglich in gerader Linie in die Altstadt führte. Um Platz zu schaffen, wurde die Straße in einem Linksbogen über die Gleise geführt. In Höhe des Bahnhofsgebäudes traf die Straße wieder auf ihren alten Verlauf.
Im Vorfeld der Eröffnung des Bahnhofs entpuppte sich außerdem die Namensgebung als schwieriger als zunächst angenommen. Die Gräfrather Stadtverordneten diskutierten 1886 zahlreiche Alternativen, so etwa Bergisch-Gräfrath, Gräfrath-Solingen und sogar Gräfrath-Elberfeld, um Verwechslungen mit gleichlautenden Ortsnamen vorzubeugen. Schließlich einigte man sich auf die simple Bezeichnung Gräfrath, fügte allerdings den Zusatz Kr. Solingen hinzu.:45

Für einige hitzige Diskussionen sorgte die Errichtung eines Empfangsgebäudes. Aus Kostengründen wurde gar in Erwägung gezogen, ein einst von der Rheinischen Eisenbahn in Opladen errichtetes Gebäude nach Gräfrath zu translozieren, da dieses in Opladen nicht weiter benötigt wurde. Dieser ungewöhnlichen Vorgehensweise schob allerdings das zuständige Ministerium einen Riegel vor::46f.

„Es empfiehlt sich nicht, das auf dem Bahnhof Opladen (Rheinisch) verfügbar gewordene Empfangsgebäude auf dem Bahnhof Gräfrath zu verwenden, da derselbe wegen (...) der anderen Grundrißanordnung eine umfangreiche Änderung würde erfahren müssen. (...) Für den Bahnhof Gräfrath ist ein anderweitiger Entwurf zum Empfangsgebäude aufzustellen und vorzulegen, sofern es nicht vorgezogen werden sollte, hierfür den für den Bahnhof Wald aufgestellten, genehmigten Entwurf bzw. das Spiegelbild desselben zu benutzen.“

 Infolgedessen entschied man sich am Ende doch für einen eigenen Entwurf für ein schlicht gestaltetes Empfangsgebäude, das 1887 unter dem Einfluss des Schweizer Landhausstils und des Bergischen Stils entstand. Die Baukosten beliefen sich auf rund 35.000 Mark. Insgesamt war der Bahnhof damit auch der kleinste an der gesamten Strecke, besaß er doch nur wenige Güterzuggleise sowie zwei Gleise für den Personenverkehr, je eines für die verschiedenen Richtungen. Gleis I am Hausbahnsteig diente dem Personenverkehr in Richtung Vohwinkel, der Zwischenbahnsteig an Gleis II war auf einer Länge von 109 Metern für den Personenverkehr in Richtung Wald und Solingen da.:46f.
Am 15. November 1887 befuhr der erste Personenzug die neue Strecke zwischen Vohwinkel und Wald über Gräfrath. Erst nach Fertigstellung der Strecke zwischen Solingen und Wald am 12. Februar 1890 erreichte die nach ihren kurvenreichen Verlauf sogenannte Korkenzieherbahn allerdings ihre vollständige Länge.

### Betriebsjahre
Trotz seiner geringen Größe brachte der Bahnhof erhebliche Vorteile für die Gräfrather Wirtschaft mit sich. Die Stadt wuchs stark, insbesondere in ihren Außenbezirken, in denen sich Großfabriken wie Dr. Hillers niederließen. Mit dem industriellen Aufschwung ging auch ein starker Anstieg der Bevölkerungszahl einher.
Im Gegensatz zu anderen Bahnhöfen der Korkenzieherbahn wurde der Bahnhof Gräfrath in den Jahren seines Betriebs kaum erweitert. Dies lag darin begründet, dass das Grundstück zwischen dem Parkfriedhof und der Wuppertaler Straße eingekesselt war und kaum Möglichkeiten zu Erweiterungen geboten hätte. Dennoch fanden kleinere Umbauten statt. So erhielt der Bahnhof im Jahre 1898 neben dem Gleis II ein separates Einfahrgleis für den Güterverkehr von und nach Vohwinkel. Zuvor war bereits eine Brückenwaage installiert worden, damit der Güterverkehr schneller abgefertigt werden konnte. Ein Stellwerk gab es in Gräfrath jedoch nie, alle Weichen und Signale wurden vom Fahrdienstleiterraum aus gesteuert. Dieser war an das Empfangsgebäude angebaut.
Einige Privatanschlüsse gab es rund um den Bahnhof Gräfrath. Im Jahre 1893 erhielt die Ziegelei Flachsberg einen direkten Gleisanschluss an ihren neuen Ringofen. Zwei Anschlussgleise besaß die Nabenfabrik Engels (Pränafa), eines in jede Richtung. Diese Gleise wurden auch von anderen Gewerbebetrieben mitbenutzt. Die letzten Privatanschließer waren die Unternehmen Schürhoff (Schrott) und Nuhsbaum (Altpapierverwertung).:48f.

### Stilllegung und Abriss
Der stillgelegte Bahnhof Solingen-Gräfrath vor dem Abriss

Link zum Bild

Der Personenverkehr wurde offiziell bereits am 2. November 1942 eingestellt. Es folgten jedoch noch Jahre später Sonderzüge im Personenverkehr. Nach dem Zweiten Weltkrieg nutzte den alten Güterschuppen ein Speditionsunternehmen als Lager, Teile des Empfangsgebäudes wurden als Wohnraum vermietet. Nach weiterhin rückläufigen Umschlagsmengen wurde die Güterabfertigung am 21. Mai 1966 geschlossen. Mit der Schließung des Wagenladungstarifpunktes Solingen-Gräfrath am 31. Mai 1989 wurde der Bahnhof Gräfrath endgültig stillgelegt. Das Gebäude wurde zunächst jedoch weiterhin von einer Spedition genutzt. Die letzten Gleise wurden bis Ende 1996 abgebaut.:50
Im Zuge der Regionale 2006 wurde die Trasse der ehemaligen Bahnstrecke in einen Bahntrassenradweg umgewandelt, die Korkenziehertrasse. Der Bereich um den alten Gräfrather Bahnhof wurde im dritten Bauabschnitt von der Carl-Ruß-Straße bis zum Gräfrather Bahnhof bis September 2006 gebaut.

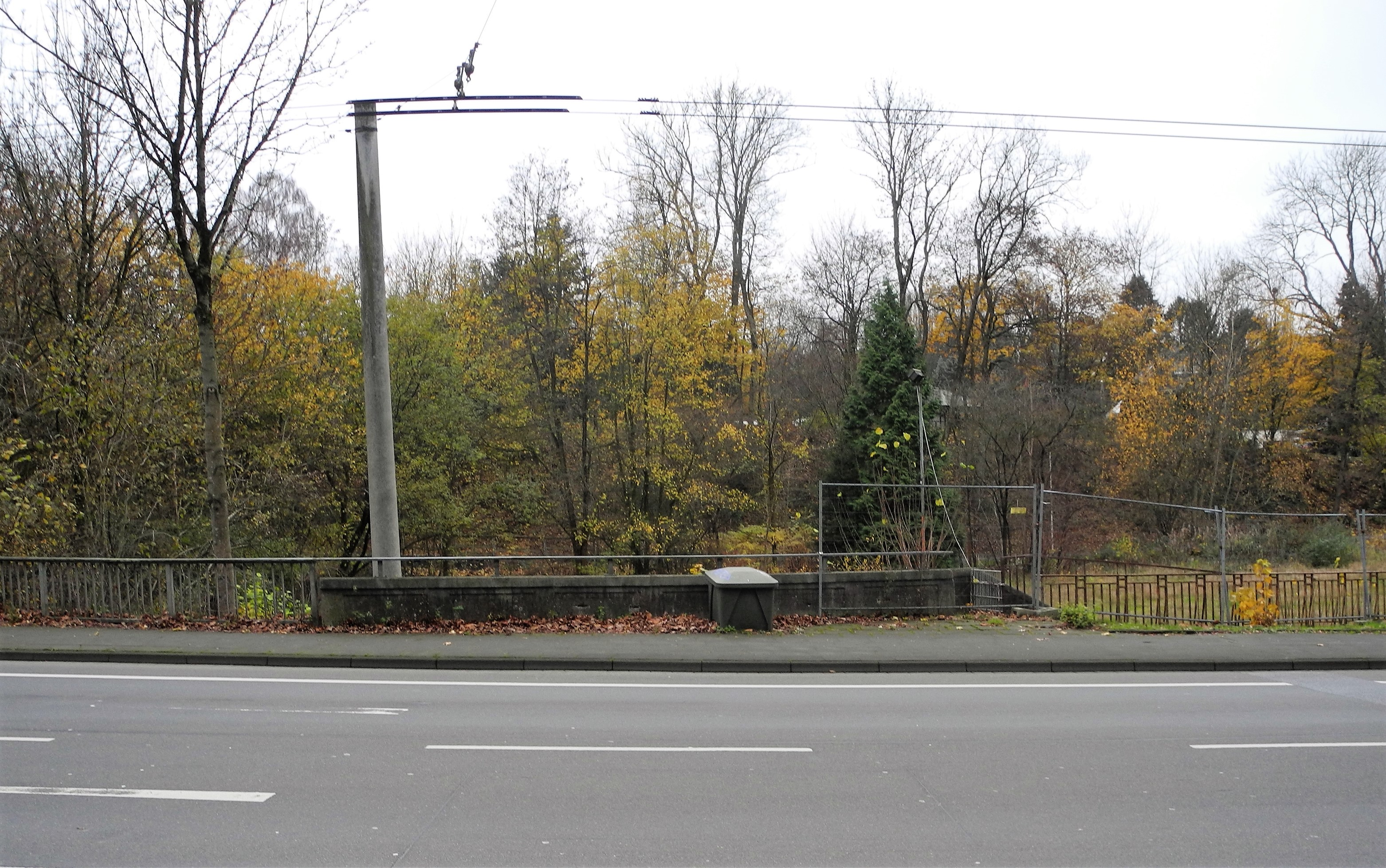
Blick von der Wuppertaler Straße auf Brachfläche des alten Bahnhofs (2022)

Das Empfangsgebäude wurde mitsamt dem angebauten Güterschuppen am 9. Juni 1988 als Nummer 272 in die Solinger Denkmalliste eingetragen. Im September 1999 wurde es von dem Solinger Industriellen Siegfried Lapawa erworben. Dieser wollte das mittlerweile verfallenene Gebäude bereits im Jahre 2007 abbrechen lassen, da sich in seinen Augen aufgrund des desolaten Zustands und des Schimmelbefalls eine Sanierung nicht mehr gerechnet habe. Die Stadt Solingen vertrat den Standpunkt, dass der Bahnhof weiterhin Denkmalwert besitze und daher erhalten werden müsse. Gegen die Entscheidung der Unteren Denkmalbehörde ging Lapawa schließlich gerichtlich vor. Ein Gutachten wurde in Auftrag gegeben, das dem Bahnhof attestierte, dass im Falle einer Sanierung lediglich 10 Prozent des originalen Baubestands hätten gerettet werden können. Das Verwaltungsgericht Düsseldorf entschied daraufhin am 5. November 2010, dass die Stadt Solingen das Gebäude aus der Denkmalliste zu entfernen habe und Lapawa die Abbruchgenehmigung erteilen müsse. Die Abbrucharbeiten begannen Ende September 2011 und wurden im Oktober 2011 abgeschlossen. Das Gelände liegt heute brach, verschiedene Nutzungskonzepte, etwa zur Errichtung eines Vollsortimenters warten bislang (Stand 2025) noch auf ihre Umsetzung.